# Condalia globosa
Condalia globosa är en brakvedsväxtart som beskrevs av Ivan Murray Johnston. Condalia globosa ingår i släktet Condalia och familjen brakvedsväxter.

## Underarter
Arten delas in i följande underarter:
- C. g. globosa
- C. g. pubescens

## Bildgalleri

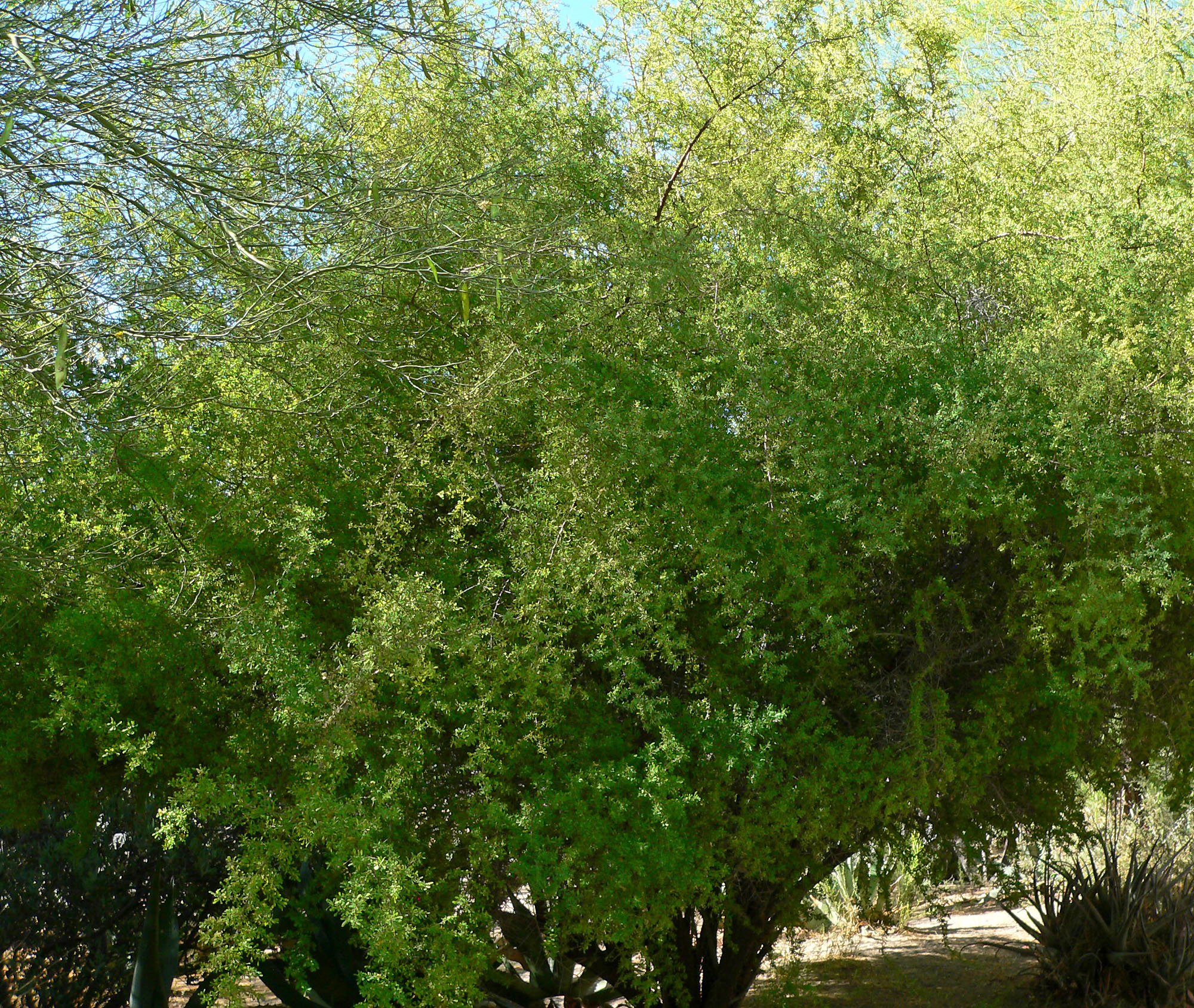
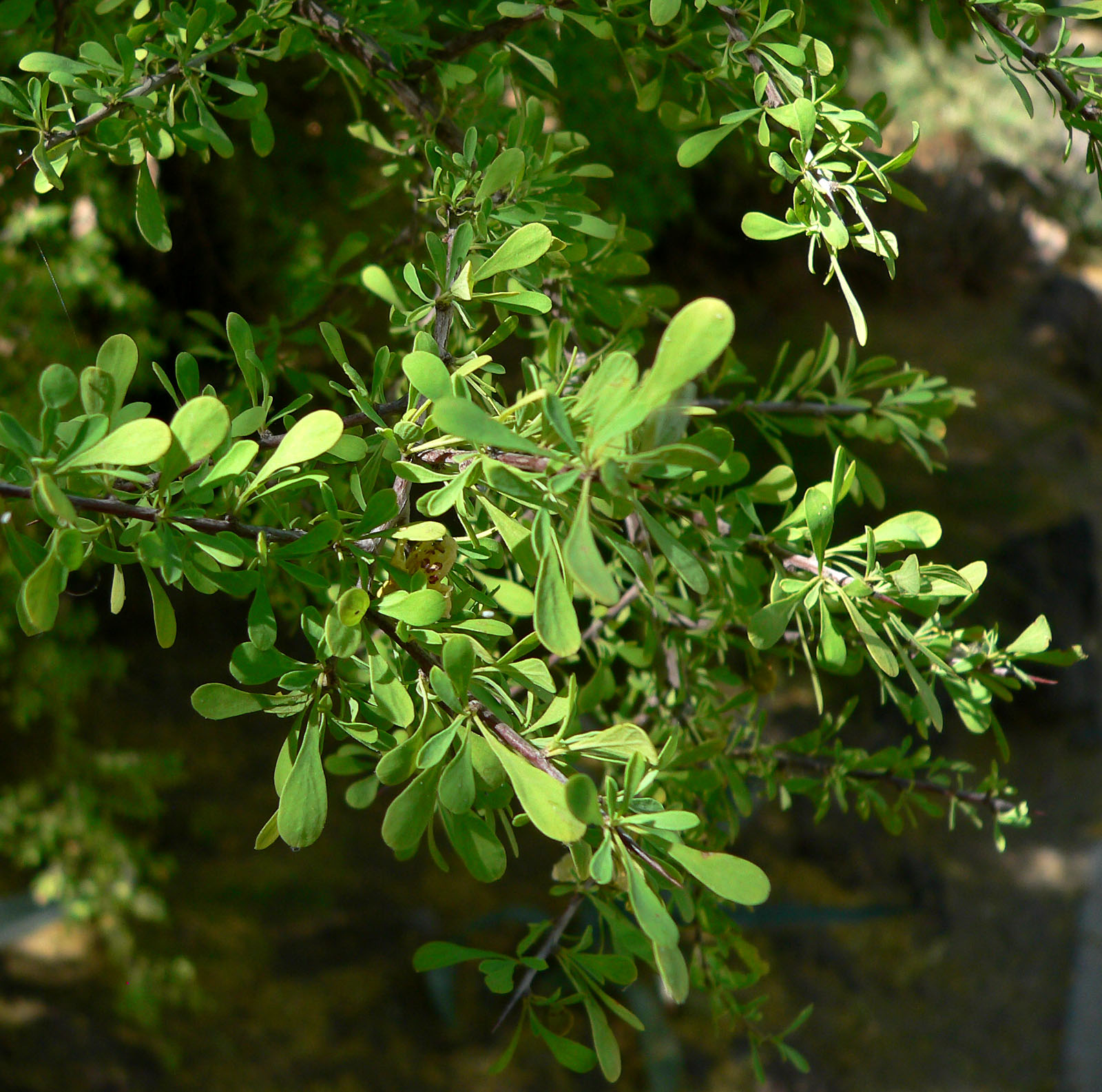